# Живи та дай померти
«Живи та дай померти» (англ. Live And Let Die)  — 8-й фільм про англійського суперагента Джеймса Бонда. Екранізація однойменної новели Яна Флемінга.

## Сюжет
Протягом одного дня відбуваються три вбивства агентів англійської спецслужби МІ-6. Начальник МІ-6 «М» (Бернард Лі) відправляє Бонда розслідувати їх. Агент 007 вирушає до США, де стались два вбивства. Там, за допомогою агента ЦРУ Фелікса Лайтера, Джеймс виходить на наркобарона Кананґу. Потім Бонд вирушає на Ямайку, де знайомиться з ворожкою Кананґи Солітер, яка потім допомагатиме йому, і місцевим рибалкою Кворрелом-молодшим. Там 007 знаходить величезні плантації маку для виготовлення героїну, які належать докторові Кананзі. Незабаром Бонд дізнається про його плани: Кананґа хоче спочатку розповсюдити величезну кількість героїну вартістю 1 млрд доларів на всій території США абсолютно безкоштовно, щоб налагодити постачання, а потім продати набагато більшу партію за набагато більшою ціною і стати найбагатшою людиною у світі…

## У ролях
- Роджер Мур — Джеймс Бонд
- Бернард Лі — M
- Лоїс Максвелл — Місс Маніпенні
- Девід Гедісон — Фелікс Лайтер
- Яфет Котто — Доктор Кананґа / Містер Біґ
- Джейн Сеймур — Солітер
- Кліфтон Джеймс — Шеріф Пеппер
- Джуліус Гарріс — Ті Хі Джонсон
- Джеффрі Голдер — Барон Самеді
- Глорія Нендрі — Розі Карвер
- Рой Стюарт — Кворрел-молодший
- Маделін Сміт — Місс Карусо
- Ірл Джоллі Браун — Віспер

## Цікаві факти
- Шон Коннері відмовився від гонорару за роль в 5,5 мільйонів доларів.
- Перший фільм «бондіани», в якій з'являється чорношкірий лиходій. Його ім'я (Кананга) взято у каскадера Роса Канангі, чия крокодилова ферма фігурує у фільмі.
- Це єдиний фільм аж до смерті Десмонда Левеліна, окрім «Доктора Ноу», де не з'являється його герой Q, але його ім'я вимовляється у фільмі.